# Сальма (плотина)
«Сальма», официальное название с 2016 года «Плотина афгано-индийской дружбы» — каменно-набросная плотина на горной реке Герируд в районе Чишти-Шариф в провинции Герат на западе Афганистана, в 165 км к востоку от города Герат, к востоку от районного центра Чишти-Шариф, южнее деревни Сальма, у южного подножья хребта Сафедкох. Служит для ирригации и выработки электроэнергии. Площадь орошаемых земель — 75 тысяч га. Плотина обеспечивает питьевой водой 640 поселений, а электричеством — 250 тысяч домохозяйств.

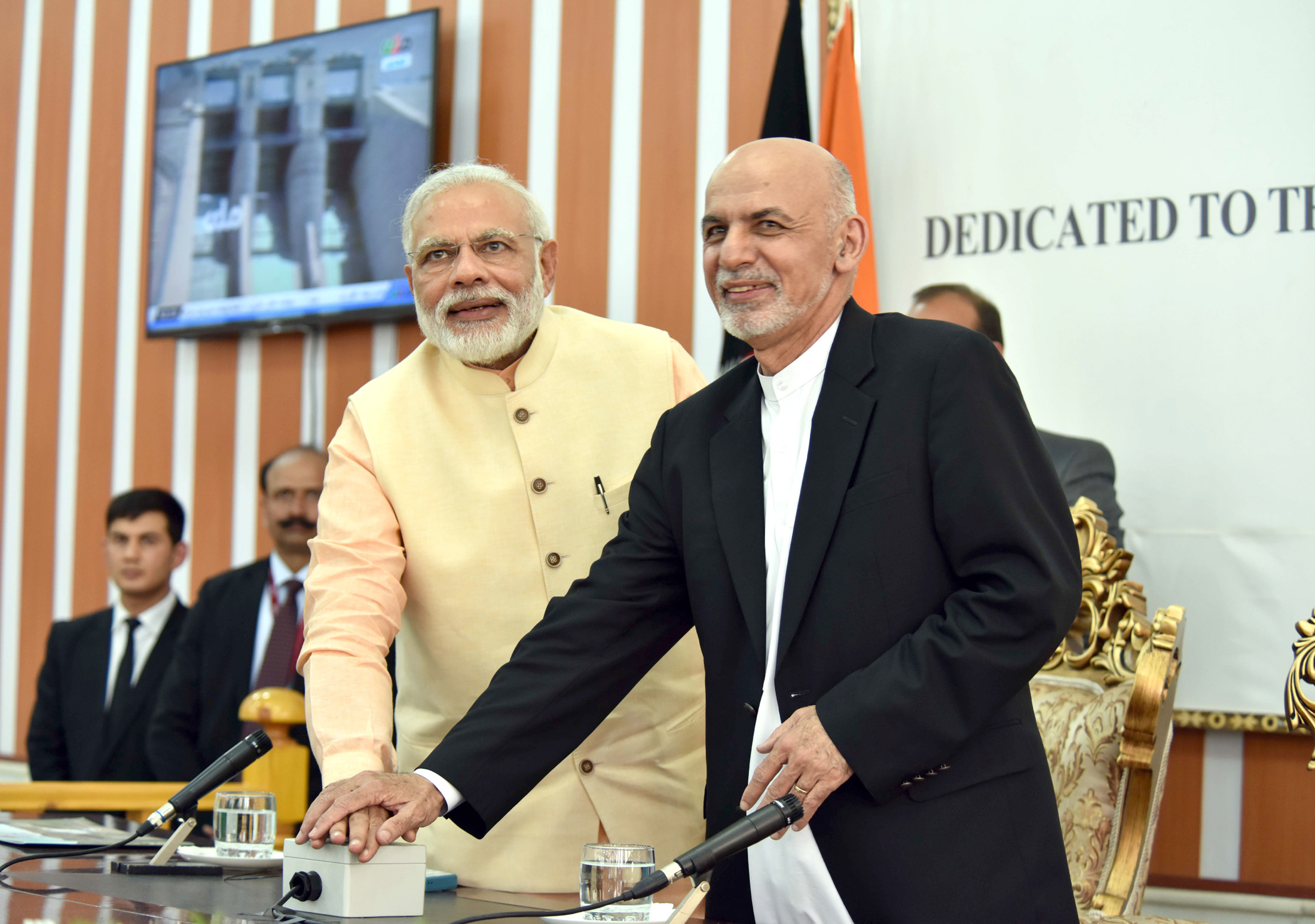
Премьер-министр Индии Нарендра Моди и президент Афганистана Ашраф Гани на церемонии открытия плотины «Сальма» 4 июня 2016 года

Плотина спроектирована и построена государственной индийской компанией WAPCOS Limited при министерстве водных ресурсов Индии. Строительство начато в 1976 году. После ввода советских войск в Афганистан в 1979 году строительство приостановлено. После окончания войны в 1988 году WAPCOS пыталась возобновить строительство, но начавшаяся гражданская война в Афганистане помешала завершению проекта. Строительство возобновилось в 2006 году, а в июле 2015 года началось наполнение водохранилища. Введена в эксплуатацию в 2016 году. Строительство финансировалось правительством Индии. Стоимость проекта составила 290 млн долларов США. В официальной церемонии открытия 4 июня приняли участие президент Афганистана Ашраф Гани и премьер-министр Индии Нарендра Моди.
Электромеханическое, гидромеханическое оборудование и материалы доставлялись из индийского порта Мумбаи по морю до иранского порта Бендер-Аббас и далее по суше на расстояние 1200 км до КПП «Ислам-Кала» на границе Афганистана с Ираном, а оттуда — ещё 300 км до места строительства. Цемент, сталь и взрывчатка ввозились в Афганистан из соседних стран.
Высота плотины 104,3 м, длина по гребню — 540 м, ширина у основания — 450 м.
При максимальном уровне воды объём водохранилища составляет 633 млн м³. Длина водохранилища — 20 км. Нормальный подпорный уровень водохранилища (НПУ) — 103,5 м.
Установлены 3 турбины Френсиса с вертикальной осью мощностью 14 МВт. Установленная мощность гидроэлектростанции — 42 МВт.
ГЭС «Сальма» подключена к национальной электросети Афганистана через линию электропередачи 110 кВ.